# يوليوس بيترسن
يوليوس بيترسن (بالدنماركية: Julius Petersen)‏ هو رياضياتي دنماركي، ولد في 16 يونيو 1839 في Sorø ‏ في الدنمارك، وتوفي في 5 أغسطس 1910 في كوبنهاغن في الدنمارك.
التحق يوليوس مدرسة خاصة ببلدة سورو، ثم سنة 1849، بأكاديمية سورو، لكن سنة 1854، تحتم عليه ترك الدراسة لعدم قدرة والديه على تحمل التكاليف ، حيث التحق للعمل مع عمه بمحل بقالة، غير أنه في السنة الموالية توفي هذا الأخير تاركا ليوليوس بعض المال حيث استعان به للعودة لسورو و اجتياز امتحانات مغادرة الدراسة ، ثم يلتحق بعد ذلك بكلية التكنولوجيا بكوبنهاجن سنة 1856.